# Fitna (film)
Fitna is een zestien minuten durende Nederlandse korte film van Geert Wilders. Wilders had moeite een omroep te vinden die de film op televisie wilde uitzenden. Hierdoor koos hij ervoor om op 27 maart 2008 de film slechts op het internet uit te brengen. Amper drie uur na de verschijning was de film reeds drie miljoen keer bekeken. De film bestaat uit compilaties over de Koran, afgewisseld met archiefbeelden.

## Achtergrond
Fitna (Arabisch: فتنة) betekent "beproeving" en is een zeer breed begrip. Oorspronkelijk betekende het begrip letterlijk "het in het vuur verhitten van goud en zilver om dat op echtheid te toetsen". In de Koran wordt het woord gebruikt om het gevaar te omschrijven dat moslims terugkeren naar het veelgodendom of het heidendom. Zo is iemand die fitna zaait in de ogen van moslims een groter kwaad dan een moordenaar. In het algemeen staat fitna voor "het kwaad".

## Voorafgaand aan de première
Nog voordat de film was verschenen, zorgde deze voor commotie in de moslimwereld. Zo liet Iran weten dat er consequenties zouden volgen mocht de film daadwerkelijk worden uitgezonden. In Pakistan werd de beveiliging van Nederlandse diplomatieke vestigingen en bedrijven opgevoerd uit angst voor woedende moslims. De Arabisch-Europese Liga kondigde aan met een "tegenfilm" te komen. De islamitische organisatie Hizb ut-Tahrir besloot naar aanleiding van het nieuws over de productie van de film folders uit te delen tegen "lasterwerk van de islam". De Taliban dreigde met aanvallen op de Nederlandse soldaten in Afghanistan. De Nederlandse minister-president Jan Peter Balkenende (CDA) sprak van "een forse crisissituatie". Minister van Binnenlandse Zaken Guusje ter Horst (PvdA) vroeg burgemeesters extra alert te zijn in verband met de film. Fitna kreeg ook bijval. Zo noemde minister Ella Vogelaar (PvdA) de film goed voor het integratiedebat.
Televisiemakers Ersin Kiris en Vincent van der Lem maakten De Tegenfilm, een 28 minuten durend verslag waarin Kiris op zoek gaat naar "de grenzen van vrijheid van meningsuiting".
Egypte zou de Nederlandse kinderfilm Waar is het paard van Sinterklaas? op het filmfestival van Caïro weren uit protest voor de toen nog niet bestaande film, maar die beslissing werd enkele dagen later teruggedraaid. Dit naar aanleiding van stille diplomatie van het Ministerie van Buitenlandse Zaken.
Wilders hoopte aanvankelijk Fitna op televisie voor het eerst te kunnen tonen, maar zowel bij de publieke omroep als bij de commerciële zenders ving hij bot vanwege de eisen de film integraal, zonder onderbreking en zonder beoordeling door de redactie vooraf te kunnen uitzenden. Vervolgens schakelde Wilders de Amerikaanse internetprovider Network Solutions in, met de bedoeling de film via internet te vertonen. Enige tijd was er op een gereserveerde internetsite een vooraankondiging te zien, maar op 22 maart 2008 haalde de provider de site uit de lucht, volgens een verklaring wegens klachten over de inhoud van de website. Een Tsjechische nationalistische partij bood aan de film wel uit te zenden. Uiteindelijk werd de film echter op 27 maart 2008 rond 19.00 geplaatst op de Britse website Liveleak. In de eerste drie uur na de première werden op de betreffende website zowel de Nederlandse versie als de Engelse versie van de film bijna 3 miljoen keer bekeken. De televisiezender Het Gesprek zond de film integraal uit rond 19.45.
Zo'n drie uur voordat de film werd uitgebracht gaf Wilders door aan de terreurbestrijdingsdienst NCTb dat de film snel zou worden uitgebracht.

## Inhoud
De film begint met het tonen van een van de betwiste Deense Mohammedcartoons op een bladzijde van een koran. Mohammed draagt daarop een tulband met een bom.
De film is opgebouwd uit twee delen. Het eerste deel, tot ongeveer de 10e minuut, gaat over een aantal aspecten van islamitisch extremisme in de wereld. Hiervoor worden vertaalde citaten uit de Koran (8:60, 4:56, 47:4, 4:89, 8:39) afgewisseld met videobeelden uit de recente geschiedenis, waarbij extremistische moslims betrokken waren: de aanslagen van 11 september 2001, de terroristische aanslagen in Madrid van 11 maart 2004, de terroristische aanslagen in Londen van 7 juli 2005, de moord op Theo van Gogh en fragmenten van de toenmalige Iraanse leider Mahmoud Ahmadinejad. De gebeurtenissen worden in beeld gebracht, door bijvoorbeeld het tonen van lijken, bloed, beelden van mensen die van de WTC-gebouwen springen en geluidsfragmenten van mensen achtergebleven in diezelfde torens.
In het tweede deel wordt aan de hand van filmfragmenten en krantenartikelen een beeld geschetst van de invloed van de islam op Nederland.
Aan het einde van de film verschijnt een koran in beeld, die vervolgens langzaam weer verdwijnt, waarna een scheurend geluid klinkt. Hierna wordt gemeld dat het slechts het geluid van het scheuren van een pagina uit een telefoonboek was. Wilders roept de moslims op zelf de haatdragende teksten uit de Koran te scheuren. Voorts wordt in een tekst de strijd tegen de islam als een soortgelijke strijd neergezet als de strijd tegen nationaalsocialisme en communisme.

### Soera's
De volgende aya's worden genoemd in Fitna, op volgorde van voorkomen:
| Soera | Titel                  | Aya |
| ----- | ---------------------- | --- |
| 8     | Al-Anfal ("De Buit")   | 60  |
| 4     | An-Nisa ("De Vrouwen") | 56  |
| 47    | Muhammad ("Mohammed'") | 4   |
| 4     | An-Nisa ("De Vrouwen") | 89  |
| 8     | Al-Anfal ("De Buit")   | 39  |

In deze aya's of de context van dit gedeelte van de soera wordt het woord "ongelovigen" (kafir) gebruikt.

### Muziek
Een groot deel van de film wordt begeleid met muziek uit de Peer Gyntsuite nr. 1, op. 46 van Edward Grieg, namelijk Aases dood. Ook de Arabische Dans uit Tsjaikovski's Notenkrakersuite is te horen.

## Na de première

### Reacties
Wilders noemt de door hem uitgebrachte film een "nette film". Hij kan zich voorstellen dat moslims er niet blij mee zijn, maar hij benadrukt dat hij zich aan de feiten heeft gehouden. Hij hoopt dat er geen rellen uitbreken. "Mijn film is niet bedoeld om rotzooi uit te lokken. (...) Minder islam is een keuze voor vrijheid." Maar volgens hem kan de maker van de film nooit verantwoordelijk worden gehouden voor rellen of boycots. Volgens Wilders zijn de beelden vooral bedoeld om duidelijk te maken wat de gevaren van de Koran en de islam inhouden. Hij hoopt tevens dat de film leidt tot een discussie over de nadelen van de islam in Nederland en in het buitenland.
Op de avond dat de film werd geopenbaard demonstreerden een tiental jongeren op het Plein en voor het Binnenhof met een groot spandoek. De actie werd gehouden door NSA/ANS (Nationale Socialistische Aktie / Autonome Nationale Socialisten). Zij betitelden Wilders als Zionist en leugenaar onder andere vanwege het feit dat Wilders donaties uit Israël ophaalt bij de ambassade.
De Nederlandse regering heeft zich bij monde van minister-president Balkenende nadrukkelijk gedistantieerd van de film: "Wij betreuren het dan ook dat de heer Wilders deze film naar buiten heeft gebracht. Wij zien niet welk doel deze film dient, anders dan het kwetsen van gevoelens".
Volgens Ahmed Aboutaleb moeten moslims "nadenken over de angst die heerst voor hun geloof. De meerderheid zwijgt en dat is niet goed. Wij hebben voor Nederland gekozen, juist vanwege de vrijheid hier. Dit moet uitgesproken worden. Ik mis de stem die afstand neemt van het extremisme".
Kurt Westergaard, de tekenaar van een van de beruchte Deense cartoons, was verontwaardigd omdat zijn cartoon gebruikt werd in de film zonder zijn toestemming. Naar zijn mening is het een inbreuk op zijn auteursrecht, waartegen hij juridische stappen overwoog.
Direct na het uitkomen van de film werden er door diverse mensen aangiftes gedaan tegen de film. Het Openbaar Ministerie maakte bekend Fitna te onderzoeken op strafbare feiten. Volgens strafrechtdeskundigen is vervolging van Wilders kansloos, omdat het filmpje juridisch goed geregisseerd is.
De Nederlandse Islamitische Federatie spande een kort geding aan tegen Geert Wilders. De rechter stelde de Nederlandse Islamitische Federatie echter op alle onderdelen in het ongelijk.
Diverse moslimorganisaties, waaronder het Landelijk Beraad Marokkanen zijn zeer opgelucht na het zien van de film.
Ook diverse Joodse organisaties, zoals het Centraal Joods Overleg en het Centrum Informatie en Documentatie Israel (CIDI), spraken hun afkeuring uit over de film. Zij hekelden vooral de generalisatie in de film, en noemden de film contraproductief. In een reactie opgetekend door Haaretz zei Ronny Naftaniel: "...this movie portrays all Muslims as The Enemy. And this is just not true." ("Deze film portretteert alle Moslims als de vijand, en dat is gewoon niet waar.")
Fitna is geen belediging en zelfs geen provocatie voor moslims, aldus hoogleraar islam Maurits Berger in een interview met de NOS.
Een grote meerderheid van de Nederlanders vindt dat er veel ophef is gemaakt om niks, aldus een enquête van EénVandaag. Volgens dezelfde enquête was 44% van de Nederlanders het eens met de stelling dat de islam uit is op de vernietiging van de westerse beschaving.
Op 28 maart braken in Utrecht rellen uit waarbij twee auto's in brand werden gestoken. Rond de plaats van de rellen werden leuzen tegen Fitna en Wilders op muren geschreven.
Ook in Culemborg werden twee auto's verbrand.
Ook verscheen er op 28 maart de al aangekondigde tegenfilm van de Arabisch-Europese Liga, genaamd Al Mouftinoun.
Naar aanleiding van de film verscheen er op zondag 30 maart 2008 een opiniestuk van de hand van Maxime Verhagen, Minister van Buitenlandse Zaken, in de Arabische krant Asharq Al-Awsat. Hij roept daarin de lezers op "het hoofd koel te houden en de betrekkingen warm". Verhagen dringt aan op dialoog in plaats van provocatie als middel om de verschillen tussen culturen te overbruggen.
Op 1 april 2008 werd er in de Tweede Kamer een debat gehouden over de film. In dit debat betichtten het kabinet en Geert Wilders elkaar van leugens. Volgens verschillende leden van het kabinet had Wilders in eerdere gesprekken aangegeven delen van de koran te verscheuren en in brand te steken in de film. Wilders ontkende dit. Volgens een latere analyse in de Volkskrant heeft niet de regering maar Wilders zelf gelogen in de kwestie rond de inhoud van de Fitna (zie ook leugens.nl). Wilders ging verder niet in op het voorstel van Femke Halsema (GroenLinks) een parlementair onderzoek in te stellen wie er gelogen heeft.
Buiten Nederland zou de terreurdreiging tegen Nederlandse doelen zijn toegenomen door de film. De Duitse recherche verwachtte een grotere terreurdreiging door Fitna en in september 2008 verklaarde minister ter Horst dat de terreurdreiging op Nederlandse doelen door de film was toegenomen. Ook de Nationaal Coördinator Terrorismebestrijding stelde, eveneens in september 2008, in het veertiende Dreigingsbeeld Terrorisme Nederland (DTN) dat moslims Nederland als voorkeursdoelwit zien. Uiteindelijk zouden er echter geen terreuraanslagen naar aanleiding van Fitna plaatsvinden.
Een Saoedische blogger maakte begin april 2008 een tegenfilm genaamd Schism. De meeste Nederlandse media, zoals GeenStijl en Trouw, berichtten echter vooral over een gelijknamige film Schism, gemaakt door een Nederlandse moslim.
De Jordaanse organisatie The Messenger of Allah Unites Us riep islamieten op tot het boycotten van Nederlandse goederen naar aanleiding van de film.

### Bedreigingen aan het adres van Liveleak
Na serieuze bedreigingen van medewerkers van Liveleak heeft men besloten om de film van hun servers te halen. De film was daarna nog wel te zien via een aantal mirrors. Liveleak verving de link naar Fitna met de volgende mededeling:
| Liveleak.com is, na zeer serieuze bedreigingen aan het adres van onze medewerkers en enige onjuiste berichten uit bepaalde hoeken van de Britse media waaruit een directe dreiging voor enkele van onze medewerkers kon volgen, geen andere keus gelaten dan Fitna van onze servers te verwijderen. Dit is een droevige dag voor de vrijheid van meningsuiting op het net, maar we moeten de veiligheid en gezondheid van onze medewerkers boven alles stellen. | Following threats to our staff of a very serious nature, and some ill informed reports from certain corners of the British media that could directly lead to the harm of some of our staff, Liveleak.com has been left with no other choice but to remove Fitna from our servers. This is a sad day for freedom of speech on the net but we have to place the safety and well being of our staff above all else. |

Enkele dagen later plaatste Liveleak de originele film opnieuw online, na naar eigen zeggen de beveiliging van haar medewerkers te hebben gewaarborgd.

### Aanpassing film
Kort na het uitbrengen van de film werd de inhoud door Wilders op twee punten gewijzigd. Dit gebeurde naar aanleiding van klachten van rechthebbenden op het gebruikte materiaal:
- Een foto van rapper Salah Edin, die door de makers abusievelijk was aangezien voor een foto van Mohammed Bouyeri, werd uit de film verwijderd. De foto lijkt sterk op een bekend geworden foto van Bouyeri en was dan ook met die bedoeling gemaakt voor de cover van het album "Nederlands grootste nachtmerrie.[42] Edin spande een kort geding aan tegen Wilders omdat hij vond dat zijn reputatie was geschaad.[43] Op 17 april 2008 werd Wilders veroordeeld tot het betalen van een schadevergoeding van 3000 euro aan Edin, en 5000 euro aan fotograaf Ilja Meefout.[44]
- Een tekening van de Deens cartoonist Kurt Westergaard, waarop de profeet Mohammed een bom op zijn tulband draagt, werd uit de film verwijderd. Westergaard distantieerde zich nadrukkelijk van de inhoud van Wilders' film. Hij had aan Wilders geen toestemming verleend tot het verveelvuldigen en verspreiden van zijn cartoon, ofschoon dat aan hem als maker had moeten worden gevraagd. Bovendien werd volgens hem de cartoon door Wilders gebruikt in een context waar hij zich niet achter kon scharen (opm.: in de Deens auteurswet wordt bij de morele rechten van de maker expliciet gerept over de context van het gebruik)[45] In de aangepaste versie van Fitna van 6 april 2008 is de tekening van Westergaard vervangen door een gelijksoortige tekening van "Scarlet Pimpernel" die de persoon van Mohammed in zijn geheel toont met een bom op zijn nek. Westergaard stelde in reactie op de Deense televisie dat hij de film niet gezien heeft, maar wel verheugd was met de aanpassing. Hij stelde verder: "Ik ben me ervan bewust dat de spotprent bijna een icoon is geworden en zijn eigen leven is gaan leiden maar ik probeer mijn copyright zo goed mogelijk te beschermen".[46] In maart 2008 verscheen een spotprent door Westergaard van Wilders met een bom in zijn kapsel.[47] Op 4 september 2008 ging Wilders ermee akkoord 55000 Deense kronen (ongeveer 7000 euro) te betalen.[48] De aangepaste versie van Fitna werd op 6 april 2008 online gezet op Liveleak.[49]
- Radiomaker Robbie Muntz eiste bronvermelding voor een fragment uit een interview dat hij had met Theo van Gogh. Bij wijze van schikking zegde Wilders hem een 'exclusief' interview toe.[50][51] Hierdoor bevat de aangepaste versie van Fitna nog steeds dit fragment.

### Internationale tournee
Op 7 december 2008 maakte Wilders via de gratis krant Sp!ts bekend een internationale tour te gaan maken. Hij laat de film onder meer zien in Israël, de Verenigde Staten, het Verenigd Koninkrijk en Frankrijk. In de VS neemt hij dan tevens de onderscheiding American Freedom Alliance in ontvangst. Hij wilde de film ook vertonen voor het Europees Parlement, dit op uitnodiging van de Britse Europarlementariër Gerard Batten van de anti-Europese Independent Party. De fractievoorzitters beletten de vertoning echter. Dat gebeurde op initiatief van Hans Blokland van de ChristenUnie, die in het EP deel uitmaakt van dezelfde fractie als Batten. Wilders noemde het verbod "censuur", "triest voor de vrijheid van meningsuiting" en een teken van zwak leiderschap van het EP.

### Strafrechtelijke vervolging
Diverse boude uitspraken van Wilders in de film Fitna en de publiciteit daaromheen werden hem niet door iedereen in dank afgenomen. Aanleiding tot opwinding waren met name zijn uitspraken "De kern van het probleem is de fascistische islam, de zieke ideologie van Mohammed zoals neergelegd in de islamitische 'Mein Kampf': de Koran" en "Den Haag zit vol met laffe lieden (...) die een generaal pardon verlenen aan leugenaars en criminelen."
- Het OM besloot eind juni 2008 Wilders niet strafrechtelijk te vervolgen voor uitspraken die hij in 2006 en 2007 deed in dagblad de Volkskrant, in zijn film Fitna en in een column op het internet. Het OM vond een aantal van de uitspraken over moslims " wellicht kwetsend, grof of ongenuanceerd, maar geen strafbare belediging". Justitie zou tientallen aangiften hebben gekregen naar aanleiding van de uitspraken. Mede op advies van het Landelijk Expertise Centrum Discriminatie, een speciale anti-discriminatie-afdeling van het parket, besloot het OM na lang beraad deze zaken te seponeren, dat wil zeggen aan de betreffende aangiften géén strafvorderlijk gevolg te geven.

Hoofdofficier van justitie Leo de Wit meende dat Wilders zich niet schuldig zou kunnen hebben gemaakt aan discriminatie of het aanzetten tot haat, omdat hij zijn uitlatingen deed "in de context van het maatschappelijk debat". Juist in de politieke arena zouden de grenzen van de vrije meningsuiting zeer ruim zijn: bij de afweging gaf uiteindelijk de doorslag dat Wilders een vooraanstaande rol zou hebben in het politiek-maatschappelijke debat en zich derhalve meer zou kunnen permitteren dan anderen.
- In juli/augustus 2008 wendden zich diverse personen en organisaties middels verzoekschriften tot het Gerechtshof te Amsterdam, om te bewerkstelligen dat Wilders desalniettemin alsnog strafrechtelijk zou worden vervolgd, zodat de rechter zich hierover zou kunnen uitspreken: acht aangevers, onder wie advocate en PvdA-lid Els Lucas en de bekende strafpleiter Mr.Gerard Spong, alsook iemand van de antiracisme-organisatie Nederland Bekent Kleur, spanden een artikel 12 Sv-procedure aan.[54]

Laatstgenoemde organisatie had justitie gewezen op 78 mogelijke strafbare uitspraken van Wilders en andere PVV'ers.
De klagers wensten strafvervolging van Wilders ter zake meerdere strafbare feiten. Al die strafbare feiten zouden verband houden met door hem gedane uitlatingen in de schrijvende pers en (onderdelen van) de film Fitna. Het betrof de volgende delicten:
- Belediging (art. 266 Sr),
- Smaad c.q. laster (artt. 261 en 262 Sr),
- Groepsbelediging (art. 137c Sr),
- Aanzetten tot haat (art. 137d Sr),
- Openbaar maken van discriminatoire/haatzaaiende uitlatingen (art. 137e Sr),
- Smalende godslastering (art. 147 Sr),
- auteursrechtelijke inbreuken: Overtreding van artikel 31 en artikel 31a Auteurswet.
Op 10 december 2008 werd over de verzoekschriften een hoorzitting gehouden achter gesloten deuren.
Inmiddels was er ook een rapport van Monitor Racisme & Extremisme verschenen, waarin het gedachtegoed van Wilders en de PVV als "extreem-rechts" werd gebrandmerkt. In dat rapport werd uitgebreid ingegaan op de eventuele strafbaarheid van Wilders' uitspraken en het liet zich lezen als een eenduidig pleidooi om de PVV-leider te vervolgen. Ook politici zijn strafbaar als zij hun idealen op een discriminerende manier verwoorden, stelden de onderzoekers. Daarbij wezen ze op enkele eerdere veroordelingen van extreem-rechtse politici. Verder vonden zij dat de grote maatschappelijke commotie rond Wilders' uitspraken, en het hoge aantal aangiftes tegen hem, ook redenen zouden zijn om zijn uitlatingen aan de strafrechter voor te leggen.
- Op 21 januari 2009 besliste het hof dat Geert Wilders inderdaad strafrechtelijk diende te worden vervolgd wegens discriminatie.

De langverwachte uitspraak leidde evenals de gewraakte uitspraken zelf tot nogal wat commotie, zoals ook op de dag zelf was voorspeld door het Limburgs Dagblad, waarbij herinnerd werd aan de eerdere ophef: "Eén zekerheid is er: na de betrekkelijke radiostilte na Fitna wordt het vandaag weer ouderwets Nationale Wildersdag".
Het hof haalde de redenen die het OM in 2008 had vermeld om Wilders niet te vervolgen, een voor een onderuit. Zo had het OM gesteld dat Wilders niet strafbaar zou zijn, omdat hij zijn uitlatingen deed in de context van een politiek/maatschappelijk debat. Het gerechtshof stelde daar tegenover dat uitgerekend het "haatzaai-artikel" in de strafwet een politieke achtergrond heeft: het was ontstaan in de jaren dertig, om scheldpartijen en haatcampagnes van politieke partijen tegen andersdenkenden (joden, christenen, kapitalisten) tegen te gaan. Het hof merkte ook op dat politici in het verleden wel voor minder vergaande uitspraken zijn veroordeeld: een verwijzing naar de veroordeling van CD-leider Hans Janmaat.
Het OM had gemeend dat Wilders zogenaamd geen haat zou zaaien, omdat zijn teksten "niet opruiend" zouden zijn. Het Hof daarentegen: "Wilders' uitingen, vaak in gebiedende en militante stijl ('Verbied de Koran')', zijn naar hun uiterlijke verschijningsvorm kennelijk erop gericht bij de Nederlandse bevolking conflictueuze tweespalt te veroorzaken ten opzichte van de Islamitische bevolkingsgroep." Wilders wil zelfs "minachting" en "vijandschap" jegens moslims kweken, oordeelde het hof.
Het argument dat Wilders' uitingen over een religie zouden gaan, en niet over de aanhangers daarvan, ging niet op: de uitspraken in hun context bezien tonen dat hij voortdurend een relatie legt tussen de islam en de aanhangers ervan. Bijvoorbeeld: "Ik heb genoeg van de islam: geen moslimimmigrant er meer bij".
Het hof tilde bijzonder zwaar aan Wilders' vergelijkingen met het nazisme (de "fascistische Islam", de Koran als "islamitische Mein Kampf") "Vergelijkingen met het fascisme en nationaalsocialisme, verpakt in one-liners en nauwelijks onderbouwd, zijn buitengewoon kwetsend en dragen zonder meer een beledigend karakter voor wie het betreft."
Ook de wijze waarop Wilders zijn punt zou maken, is van belang voor de strafbaarheid ervan: zijn "eenzijdige, sterk generaliserende formuleringen met een radicale strekking, niet aflatende herhaling en toenemende felheid. (..) tasten moslims in hun waardigheid aan".
Volgens de uitvoerige uitspraak van het hof, waarvan de tekst 33 pagina's telde, waren er wel degelijk voldoende aanwijzingen dat Wilders een redelijke verdenking trof, in de zin van art. 27 Sv, zich schuldig te (kunnen) hebben gemaakt aan de gestelde strafbare feiten. Het hof kwam tot dat oordeel onder meer op grond van de samenhang van de uitspraken van Wilders en de manier waarop hij zijn mening presenteerde: volgens het hof eenzijdig, sterk generaliserend, radicaal, fel en veelvuldig herhaald. Daardoor zou sprake kunnen zijn van haatzaaien.
Daarnaast waren de uitspraken van Wilders volgens het hof ook beledigend voor moslims, omdat zij in hun religieuze waardigheid zouden worden aangetast. Dat deed Wilders onder meer door een van de symbolen van het moslimgeloof, de koran, aan te tasten.
Wilders vergeleek de koran met het boek Mein Kampf van Adolf Hitler. Het hof was van mening dat sommige als beledigend ervaren opmerkingen niet onder het strafrecht zouden vallen, maar desalniettemin in het maatschappelijke debat en in de politiek moeten worden tegengegaan. Voor de vergelijking met Mein Kampf zou dat echter niet opgaan, omdat dit dermate beledigend is voor moslims, dat het van belang is Wilders daarvoor strafrechtelijk te vervolgen.
Het hof vond niet dat de vrijheid van meningsuiting in het geding zou zijn: vervolging achteraf tast Wilders' vrijheid van meningsuiting niet aan, zolang een eventuele straf niet buitensporig zou zijn.
Ten slotte was het hof van mening dat Nederland gediend zou zijn met vervolging. Het haatzaaien in de democratische rechtsorde heette "dermate ernstig dat een algemeen belang aanwezig is om in het maatschappelijk debat een duidelijke grens te trekken".

### Reacties
- Wilders en de PVV reageerden hierop dezelfde dag nog in een nieuwsbrief, waarin de uitspraak een "aanslag op vrijheid van meningsuiting" werd genoemd.

Daarbij werd Wilders zelf geciteerd: "Zo zit Nederland blijkbaar in elkaar. Als je je mening geeft loop je het risico vervolgd te worden. Deelnemen aan het publieke debat is een gevaarlijke activiteit geworden. Als ik moet voorkomen, sta niet alleen ik terecht maar ook de honderdduizenden Nederlanders die de islamisering van Nederland afwijzen. Hun mening wordt in Den Haag alleen vertolkt door de Partij voor de Vrijheid. Wie komt er nog op voor onze cultuur als ik moet zwijgen?"
Gevreesd werd dat een rechtsgang "waarschijnlijk jaren" zou gaan duren en "enorme kosten" zou meebrengen. Geert Wilders: "Wij zijn afhankelijk van kleine giften. De PVV is de enige partij die zich niet afhankelijk heeft gemaakt van subsidies. De uitspraak van het Hof brengt het voortbestaan van de Partij voor de Vrijheid in gevaar. De tonnen die we kwijt zijn aan kosten kunnen we onmogelijk opbrengen. Ik beschouw dit als een zwarte dag".
Op 22 januari 2009 zond de PVV een mail aan alle sympathisanten van de partij met een verzoek om donaties om de verdediging van Wilders te bekostigen: "Het voortbestaan van de Partij voor de Vrijheid is in gevaar. De enorme kosten van de komende strafzaak kan de PVV onmogelijk betalen. De Partij voor de Vrijheid is de enige partij in de Tweede Kamer die subsidie weigert en is daarom helemaal afhankelijk van donaties van betrokken burgers zoals u." In deze mail werd geen melding gemaakt van het honorarium van Geert Wilders als lid van de Tweede Kamer en de mogelijkheid van gefinancierde rechtshulp indien dat eventueel niet toereikend zou blijken voor zijn verdediging, of een eventuele rechtsbijstandverzekering waarop hij (ook) een beroep kon doen.
- Onder Nederlandse moslims werd instemmend gereageerd op de uitspraak van het gerechtshof. Nasr Joenmman, bestuurslid van het Contactorgaan Moslims en Overheid (CMO), vond het alsnog instellen van strafvervolging "een heel goede zaak": zo zou duidelijk kunnen worden of mensen ongestraft "voor moslims beledigende" uitlatingen kunnen doen. Overigens had niet het CMO zelf, maar wel een aantal lidorganisaties ervan ook bij het gerechtshof op vervolging aangedrongen. Joemman verwacht dat de gemoederen binnen de moslimgemeenschap over Wilders' uitlatingen zouden bedaren. Hij onderstreepte dat de moskeeorganisaties die in het CMO samenwerken, wilden bijdragen aan het debat over de islam: "De gesprekspartners moeten elkaar dan wel respecteren".[62]
- Een markante reactie over de juridische facetten en aspecten van de beslissing van het Gerechtshof Amsterdam gaf dezelfde dag Syp Wynia, commentator bij Elsevier op de website van dit opinieweekblad. Hij opperde dat Wilders al bij voorbaat schuldig bevonden leek. De redenen waarom men een strafzaak tegen Wilders wil laten aanspannen beloofden volgens hem "weinig goeds voor de vrijheid van meningsuiting".

"Op zich is er wat te zeggen voor die rechtsgang (...). Het is namelijk heel onbevredigend, dat officieren van Justitie gaan beoordelen wat wel of niet toelaatbaar is in het publieke debat. Dat is des te meer onbevredigend, omdat het Openbaar Ministerie uiteindelijk onder de minister - een politicus, een collega van Wilders - valt (...).
"Het Amsterdamse Hof heeft zich niet beperkt tot een simpele overweging met de conclusie dat er reden is om Wilders voor de rechter de brengen. Nee, het Hof heeft de – lagere - strafrechter meteen ook al opgezadeld met een torenhoge ‘schuldigverklaring’ en zelfs met een straftoemeting, want het Hof geeft aan dat als Wilders een niet te hoge straf krijgt dat vonnis niet in strijd zal zijn met het Europese recht.
"Het wonderlijke fenomeen doet zich nu voor dat waar eerst de Officier van Justitie op de stoel van de rechter ging zitten het Gerechtshof nu plaats neemt op de stoel van de Officier van Justitie. Zoals het eerst onbevredigend was dat het Openbaar Ministerie voor rechter speelde, zo is het nu onbevredigend dat er vragen te stellen zijn bij de aanstaande rechtsgang.
"Het besluit van het Amsterdamse Hof lijkt wel een requisitoir, en dat nog voordat het proces tegen Wilders begonnen is."

### Obsession
De film Fitna vertoont veel overeenkomsten met de drie jaar oudere documentaire Obsession, Radical Islam’s War Against the West, een film die in de aftiteling van Fitna wordt genoemd als "bron". De overeenkomsten betreffen niet alleen opbouw en stijl, maar ook bevat Fitna veel beelden die identiek zijn aan beelden in Obsession. De makers van Obsession zijn Wayne Kopping, een Joodse Zuid-Afrikaan en Raphael Shore een Canadees-Israëliër. Ze hebben voor hun documentaire beeldmateriaal gebruikt afkomstig van The Middle East Media Research Institute (Washington) en Palestinian Media Watch (Jeruzalem) die uitzendingen van Arabische televisiestations volgen. Kopping stelt dat ook ondertitels en muziek die hij in Obsession heeft opgenomen, in Fitna terugkomen. Op basis hiervan concludeert Kopping dat in Fitna niet alleen van hetzelfde beeldmateriaal gebruik is gemaakt, maar dat scènes uit Obsession zijn “geript”. Hij heeft hier overigens geen bezwaar tegen omdat beide films dezelfde doelen nastreven.

## Wetenswaardigheden
- In de aftiteling verwijst de Nederlandse versie van de film naar de doorverwijspagina Fitna van de Nederlandstalige Wikipedia waar de "officiële Fitna website" kan worden opgezocht. De Engelstalige versie van de film verwijst naar de pendant van de doorverwijspagina op de Engelstalige Wikipedia. Wikipedia heeft van zijn kant aangegeven een neutrale encyclopedie te zijn en geen banden met deze film te hebben.
- Scarlet Pimpernel, het pseudoniem dat gebruikt wordt voor de regisseur, verwijst naar The Scarlet Pimpernel, een avonturenroman van de Hongaars-Engelse schrijfster Barones Orczy uit 1905. Deze persoon redde in de roman velen van de guillotine.